# عبد الوهاب الفوزان
الدكتور  عبد الوهاب الفوزان  ، وزير الصحة الكويتي السابق 1990 - 1994.

## السيرة الشخصية
الدكتور عبد الوهاب سليمان الفوزان ولد بالكويت عام 1952 ، جامعي ، طبيب ، حاصل على الدكتوراه في الحساسية الجلدية الضوئية من جامعة داندي، حاصل على بكالوريوس الطب والجراحة من كلية الطب جامعة الاسكندرية ، حاصل على الماجستير في الأمراض الجلدية والتناسلية، اختير وزيرا للصحة في الكويت لثلاث دورات متتالية.

## حياته المهنية
- طبيب بدرجة امتياز منذ عام 1978.
- طبيب عام مقيم في اقسام الباطنية والجراحة في مستشفى الصباح عام 1979.
- طبيب أول مسجل في قسم الأمراض الجلدية في مستشفى الصباح عام 1986.
- رئيس وحدة العلاج الضوئي وتصويب الجلد في قسم الأمراض الجلدية.
- وزير الصحة العامة 1990 .
- وزير الصحة العامة 1991.
- وزير الصحة العامة 1992.
- رئيس مجلس حماية البيئة عام 1990.
- رئيس مجلس الأمناء للمجلس العربي للوثائق والمطبوعات الصحية عام 1990.
- رئيس مجلس شؤون الأغذية.
- رئيس مجلس أمناء معهد الكويت للاختصاصات الطبية.
- نائب رئيس الدورة 37 للجنة الإقليمية لشرق البحر الأبيض المتوسط في دمشق 1990.
- نائب رئيس الدورة السادسة عشرة لمجلس وزراء الصحة لدول مجلس التعاون الخليجي 1991.
- نائب رئيس الدورة لجمعية الصحة العمومية لمنظمة الصحة العالمية 1991.
- قام بنشر 26 بحثاً علمياً وطبياً في العديد من المجلات العلمية المحلية والعربية والدولية حول الأمراض الجلدية من أوجه متعددة.

## وصلات خارجية
- عبد الوهاب سليمان الفوزان